# Caroline Powell (cavallerizza)
Caroline Powell (Lower Hutt, 14 marzo 1973) è una cavallerizza neozelandese.
Ha partecipato a 2 edizioni dei Giochi olimpici (Pechino 2008 e Londra 2012), conquistando la medaglia di bronzo nel 2012.
Ha inoltre gareggiato in 2 edizioni dei Campionati mondiali di equitazione (2006 e 2010), vincendo la medaglia di bronzo nel 2010.

## Palmarès
Olimpiadi
- 1 medaglia:
  - 1 bronzo (concorso completo a squadre a Londra 2012)

Mondiali
- 1 medaglia:
  - 1 bronzo (concorso completo a squadre a Lexington 2010)